# Galeras

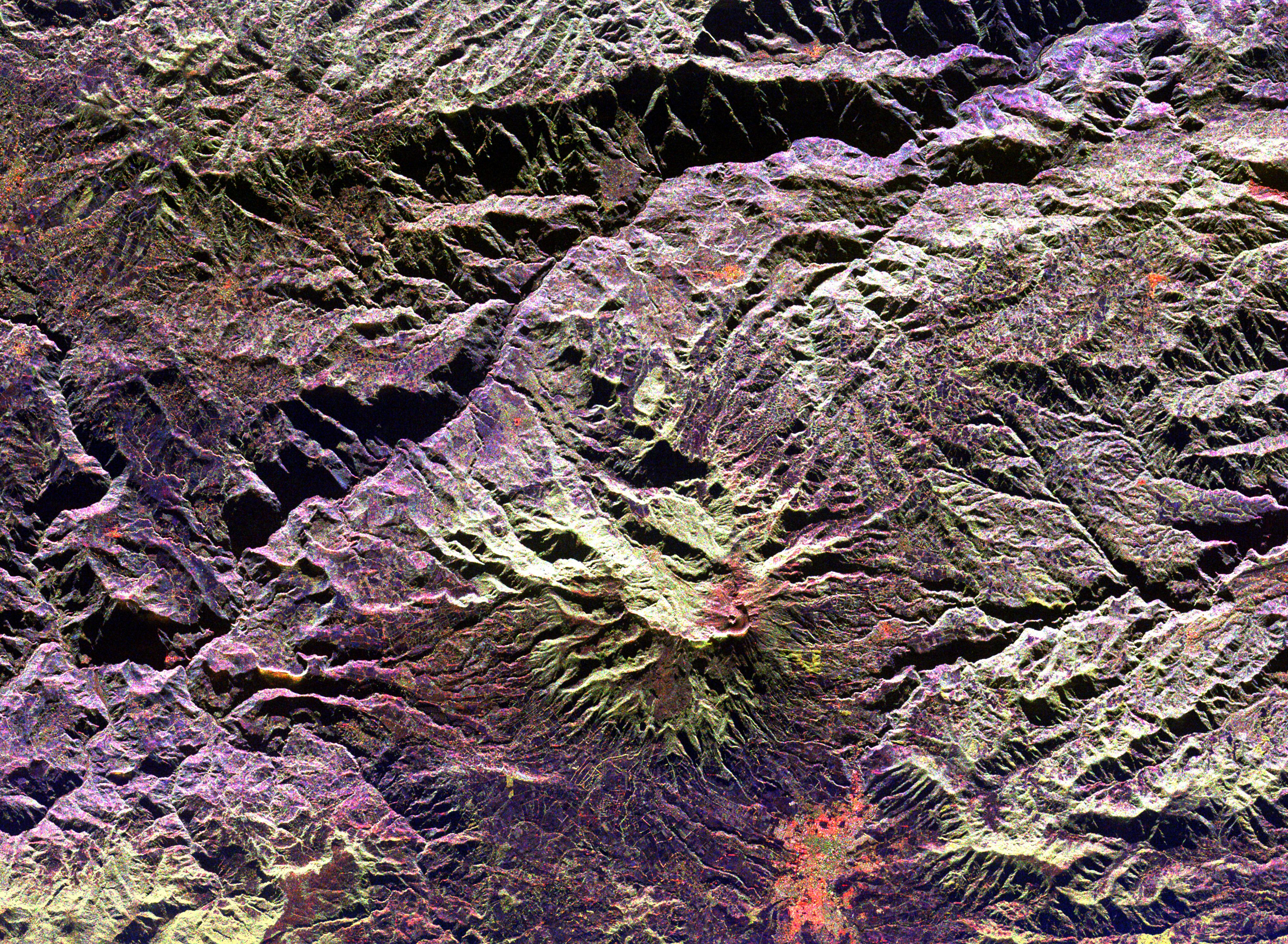
Satellitenaufnahme der NASA (1998)

Der Galeras (in der Sprache der Indigenen im 16. Jahrhundert auch Urcunina) ist ein Stratovulkan in Kolumbien und befindet sich auf der Gemarkung der Gemeinde (municipio) La Florida nahe der Stadt Pasto im Departamento Nariño im Südwesten Kolumbiens. Derzeit ist der Vulkan wechselhaft aktiv (Warnstufe „Gelb III“).
Der Vulkan hat einen Basis-Durchmesser von rund 20 Kilometern und einen Kraterdurchmesser von 320 Metern. Die Kratertiefe beträgt 80 Meter.
Der Galeras ist einer der weltweit 16 Decade Volcanoes, die die International Association of Volcanology and Chemistry of the Earth’s Interior (IAVCEI) ausgewählt hat, weil diese Vulkane aufgrund ihrer Geschichte mit großen, zerstörerischen Ausbrüchen und ihrer Nähe zu bewohnten Gebieten eine besonders intensive Erforschung verdienten.

## Ausbrüche
Die eruptiven Aktivitäten im Gebiet des Vulkankomplexes begannen vor mehr als 1 Million Jahren. Zwei Eruptionen vor ca. 560.000 und 150.000 Jahren führten zur Bildung von Calderen. Mehrere große explosive Eruptionen bildeten Tephra-Ablagerungen und pyroklastische Ströme ergossen sich über die Südflanken des Vulkans. Für die letzten 5000 Jahre werden mindestens sechs große Eruptionen vermutet sowie eine Vielzahl von kleineren, allein im 16. Jahrhundert etwa 20. 
Im Januar 1993 kamen bei einer unerwarteten Eruption die sechs Geologen Geoff Brown, Néstor García, Igor Menjailow, José Arlés Zapata, Fernando Cuenca und Carlos Trujillo sowie drei Touristen ums Leben. Auch Stanley N. Williams gehörte zum Team der Forscher, die gerade am Krater Messungen durchführten, und überlebte nur schwer verletzt. 
Im November 2006 mussten 8000 umliegende Bewohner nach einer Warnung des Instituto Colombiano de Geología y Minería (Kolumbianisches Geologie- und Bergbauinstitut) evakuiert werden.
Ein weiterer Ausbruch fand im Februar 2009 statt, rund 8000 Menschen mussten im Departamento Nariño in Sicherheit gebracht werden.
Am 25. August 2010 brach der Vulkan erneut aus. Anwohner wurden evakuiert. Zeitweise wurde die Warnstufe „Gelb III“ verhängt.

## Zwischenfälle
Am 24. Mai 1950 wurde eine Douglas DC-3/C-47A-55-DL der kolumbianischen Limitada Nacional de Servicio Aéreo (LANSA) (HK-307) 6 Kilometer westlich von Pasto (Kolumbien) in den Vulkan Galeras geflogen. Die Maschine befand sich auf dem Flug von Popayán nach Ipiales. Durch diesen CFIT (Controlled flight into terrain) wurden 26 der 27 Insassen getötet; nur ein Passagier, ein zehnjähriges Mädchen, überlebte.